# 根室海峽

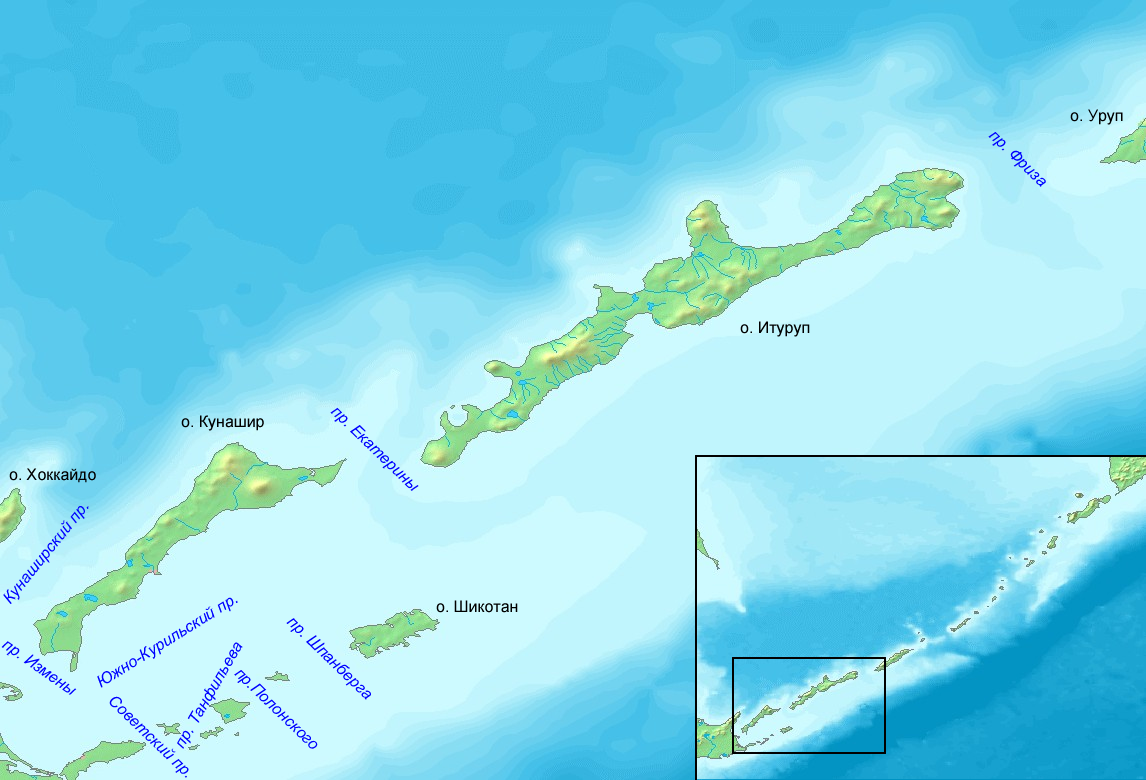
根室海峽位置圖

根室海峡（日语：／ Nemuro kaikyō */?），俄羅斯稱庫納希爾斯基海峽（羅馬化：Kunashirsky oriliv）是西端北起斜里郡斜里町知床岬，南到北海道根室市納沙布岬，東為國後島、齒舞群島的一個海峽。由于這里處于日本和俄羅斯的領土爭議地南千島群島。因此長期以來俄羅斯的艦艇都會在這里巡弋。目前，這里是事實上的俄羅斯與日本的國境線。

## 外部連結
- Shiretoko Peninsula at the NASA Earth Observatory （页面存档备份，存于）